# Damen från nattkaféet
För andra betydelser, se Damen från nattkaféet (olika betydelser).

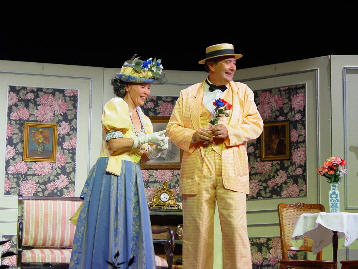
Le Dame de chez Maxim, fransk uppsättning från 2003

Damen från nattkaféet (Le Dame de chez Maxim i original), fars från 1899 skriven av Georges Feydeau.
I juni 1979 spelades pjäsen in för SVT under titeln Räkan från Maxim i regi av Hans Alfredson och med Lena Nyman, Thommy Berggren och Monica Zetterlund i huvudrollerna.
Föreställningen sändes för första gången på nyårsdagen 1 januari 1980.